# Dimaruguri
Dimaruguri is een census town in het district Nagaon van de Indiase staat Assam. 

## Demografie
Volgens de Indiase volkstelling van 2001 wonen er 9219 mensen in Dimaruguri, waarvan 52% mannelijk en 48% vrouwelijk is. De plaats heeft een alfabetiseringsgraad van 66%. 